# American Academy of Arts and Sciences
Die American Academy of Arts and Sciences (kurz American Academy) ist eine der ältesten und angesehensten Ehrengesellschaften (englisch honor society) der Vereinigten Staaten. Die über fünftausend Mitglieder, die ausschließlich von ihresgleichen in die Akademie gewählt werden können, sind herausragende Persönlichkeiten aus Kunst (englisch art) und Wissenschaft (englisch science). Die Gesellschaft wurde 1780 gegründet und hat ihren Sitz in Cambridge, Massachusetts.

## Geschichte und Ziele

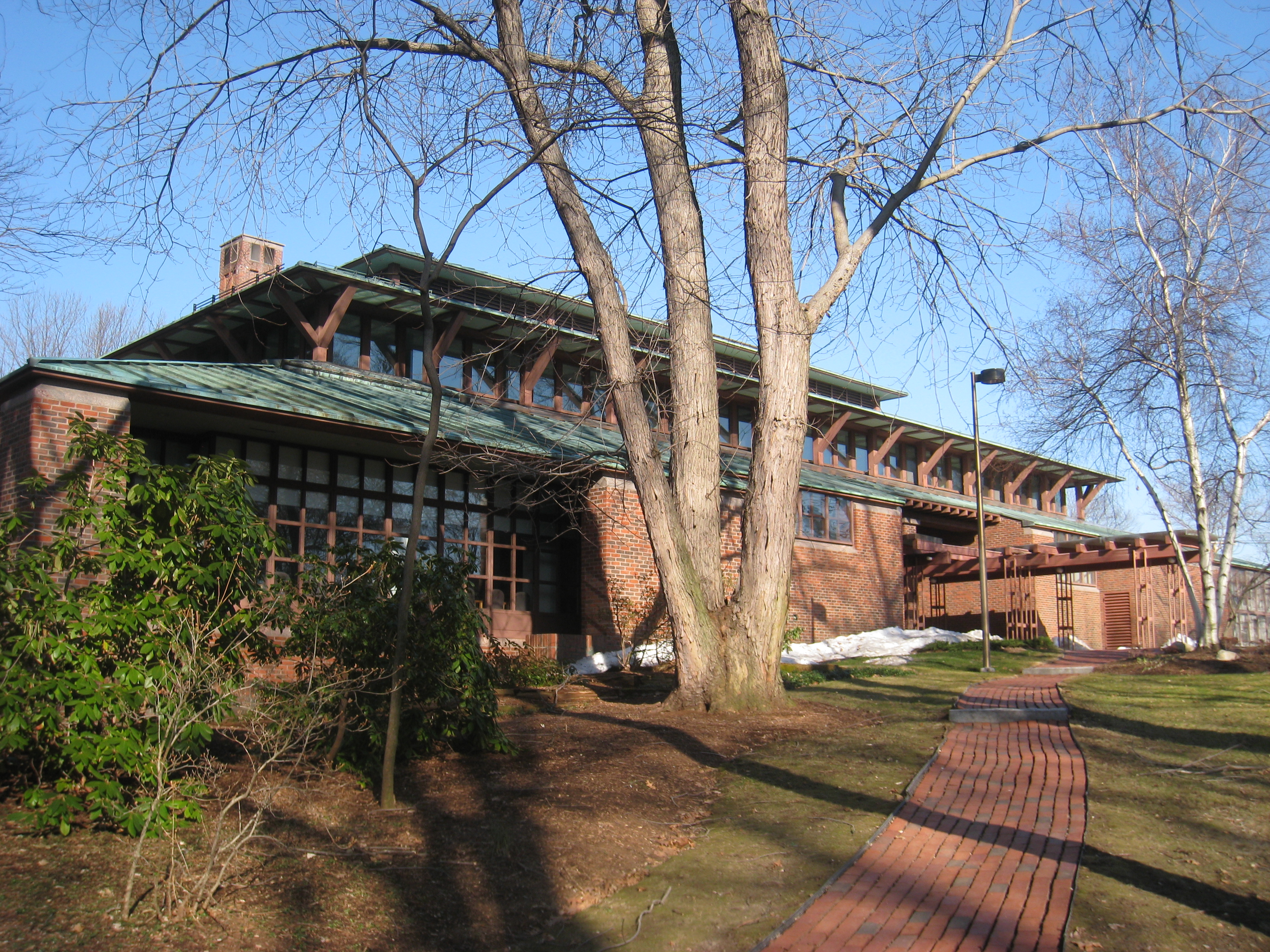
Hauptgebäude der American Academy of Arts and Sciences

Die Akademie wurde am 4. Mai 1780 auf Initiative von John Adams, einem der Gründerväter der Vereinigten Staaten, und James Bowdoin, dem späteren ersten Präsidenten der Akademie, mit 62 Mitgliedern gegründet. In der von ihnen verfassten Charta heißt es zu den Zielen der Akademie:

“[…] in fine, to cultivate every art and science which may tend to advance the interest, honor, dignity, and happiness of a free, independent, and virtuous people.”

„[…] kurz gesagt, um jede Kunst und jede Wissenschaft zu pflegen, die das Interesse, die Ehre, die Würde und die Freude eines freien, unabhängigen und tugendhaften Volkes voranzubringen vermag.“

Seit 1785 gab die Akademie Memoirs (Denkschrift) heraus, der 1846 die Proceedings folgten. Beide wurden 1958 von Dædalus abgelöst, der von diesem Zeitpunkt an vierteljährlich erscheinenden Zeitschrift der Gesellschaft. Zudem vergibt die Akademie eine Reihe von Preisen, dazu zählen der bereits 1796 gestiftete Rumford-Preis (Wärmelehre und Optik) sowie der Amory Prize (Reproduktionsmedizin und -biologie), der seit 1940 verliehen wird.
Die heutigen Aktivitäten umfassen neben der Aufnahme neuer Mitglieder vier Schwerpunkte:
- Naturwissenschaften, Ingenieurwesen und Technologie
- Gesellschaftswissenschaften, Kunst und Bildung
- Globale Sicherheit und internationale Angelegenheiten
- Amerikanische Institutionen und Allgemeinwohl

In diesem Zusammenhang unterhält die Gesellschaft eine Reihe von Projekten und vergibt Forschungsstipendien.

## Mitglieder
→ Kategorie:Mitglied der American Academy of Arts and Sciences
Mit der Aufnahme des Jahrgangs 2017 besteht die Akademie aus etwa 5000 regulären Mitgliedern sowie rund 600 ausländischen Ehrenmitgliedern (foreign honorary members). Unter ihnen befinden sich 250 Nobelpreisträger, 60 Pulitzer-Preisträger sowie eine Reihe von Rezipienten anderer bedeutender Preise und Ehrungen. Die erste aufgenommene Frau war Maria Mitchell im Jahre 1848. Dienstältestes lebendes Mitglied ist (Stand 2021) vermutlich Gerald Holton, der 1956 im Alter von etwa 34 Jahren in die Akademie gewählt wurde. Die Gesamtzahl aller lebenden und verstorbenen Mitglieder seit 1780 beträgt über 14.000.
Potentielle neue Fellows werden ausschließlich von bereits aufgenommenen Mitgliedern nominiert und gewählt (Kooptation). Dabei stieg die Stärke der jeweiligen Jahrgänge nahezu stetig an. So wurden im Jahrgang 2020 276 neue Mitglieder aufgenommen, was zugleich die höchste Zahl von neuen Mitgliedern war. Siebenmal wurde jeweils nur ein Mitglied gewählt (zuerst 1783 Edme Sebastien Jeaurat, zuletzt 1836 Thomas Sherwin), 1814 gar keins.
Ferner werden alle Fellows in fünf Sektionen und 26 Kategorien eingeordnet:
| I. Mathematische und physikalische Wissenschaften - Mathematik und Statistik - Physik - Chemie - Astronomie, Astrophysik und Geowissenschaften - Ingenieurwissenschaften und Technologie - Informatik und Informationstechnik | II. Biologische Wissenschaften - Biochemie und Molekularbiologie - Zellbiologie, Mikrobiologie, Immunologie und Genetik - Neurowissenschaften und Verhaltensbiologie - Evolutionsbiologie, Populationsbiologie und Ökologie - Medizin, Physiologie, Pharmakologie und Public Health |

| III. Sozialwissenschaften - Sozialpsychologie und Entwicklungspsychologie - Bildungswissenschaften - Wirtschaftswissenschaft - Politikwissenschaften - Rechtswissenschaften - Archäologie, Anthropologie, Soziologie, Geographie und Demographie | IV. Geisteswissenschaften - Philosophie - Religionswissenschaften - Geschichtswissenschaften - Literaturkritik und Philologie - Literatur - Bildende und Darstellende Kunst |

V. Public Affairs, Business und Administration
- Public Affairs, Journalismus und Kommunikationswissenschaften
- Unternehmerische, gesellschaftliche und philanthropische Führungspersönlichkeiten
- Persönlichkeiten in leitender Position in Bildung, Wissenschaft und Kultur

Zum Teil werden Mitglieder einer übergreifenden Sektion (interclass) zugeordnet, wenn sich ihre Tätigkeiten über mehr als eine Sektion erstrecken.

### Gründungsmitglieder
→ Liste der Mitglieder der American Academy of Arts and Sciences/1780

### Präsidenten
Das Amt des Präsidenten der Akademie soll laut heutiger Satzung nicht länger als fünf Jahre von derselben Person besetzt werden.
- 1780–1790: James Bowdoin
- 1791–1814: John Adams
- 1814–1820: Edward Augustus Holyoke
- 1820–1829: John Quincy Adams
- 1829–1838: Nathaniel Bowditch
- 1838–1839: James Jackson
- 1839–1846: John Pickering
- 1846–1863: Jacob Bigelow
- 1863–1873: Asa Gray
- 1873–1880: Charles Francis Adams
- 1880–1892: Joseph Lovering
- 1892–1894: Josiah Parsons Cooke
- 1894–1903: Alexander Agassiz
- 1903–1908: William Watson Goodwin
- 1908–1915: John Trowbridge
- 1915–1917: Henry Pickering Walcott
- 1917–1919: Charles Pickering Bowditch
- 1919–1921: Theodore William Richards
- 1921–1924: George Foot Moore
- 1924–1927: Theodore Lyman
- 1927–1931: Edwin Bidwell Wilson
- 1931–1933: Jeremiah D. M. Ford
- 1933–1935: George Howard Parker
- 1935–1937: Roscoe Pound
- 1937–1939: Dugald C. Jackson
- 1939–1944: Harlow Shapley
- 1944–1951: Howard Mumford Jones
- 1951–1954: Edwin Herbert Land
- 1954–1957: John Ely Burchard
- 1957–1961: Kirtley F. Mather
- 1961–1964: Hudson Hoagland
- 1964–1967: Paul A. Freund
- 1967–1971: Talcott Parsons
- 1971–1976: Harvey Brooks
- 1976–1979: Victor Weisskopf
- 1979–1982: Milton Katz
- 1982–1986: Herman Feshbach
- 1986–1989: Edward H. Levi
- 1989–1994: Leo Beranek
- 1994–1997: Jaroslav Pelikan
- 1997–2000: Daniel C. Tosteson
- 2000–2001: James O. Freedman
- 2001–2006: Patricia Meyer Spacks
- 2006–2009: Emilio Bizzi
- 2010–2013: Leslie Cohen Berlowitz
- 2014–2019: Jonathan Fanton
- seit 2019: David W. Oxtoby